# Heptanal
L'heptanal és un compost orgànic de la classe dels aldehids que està constituït per una cadena lineal de set carbonis amb un grup carbonil en un dels seus extrems. La seva fórmula molecular és {\displaystyle {\ce {C7H14O}}}. Es troba en les flors de nombroses plantes i és emprat en la composició de feromones i al·lomones en moltes espècies d'animals.

## Estat natural

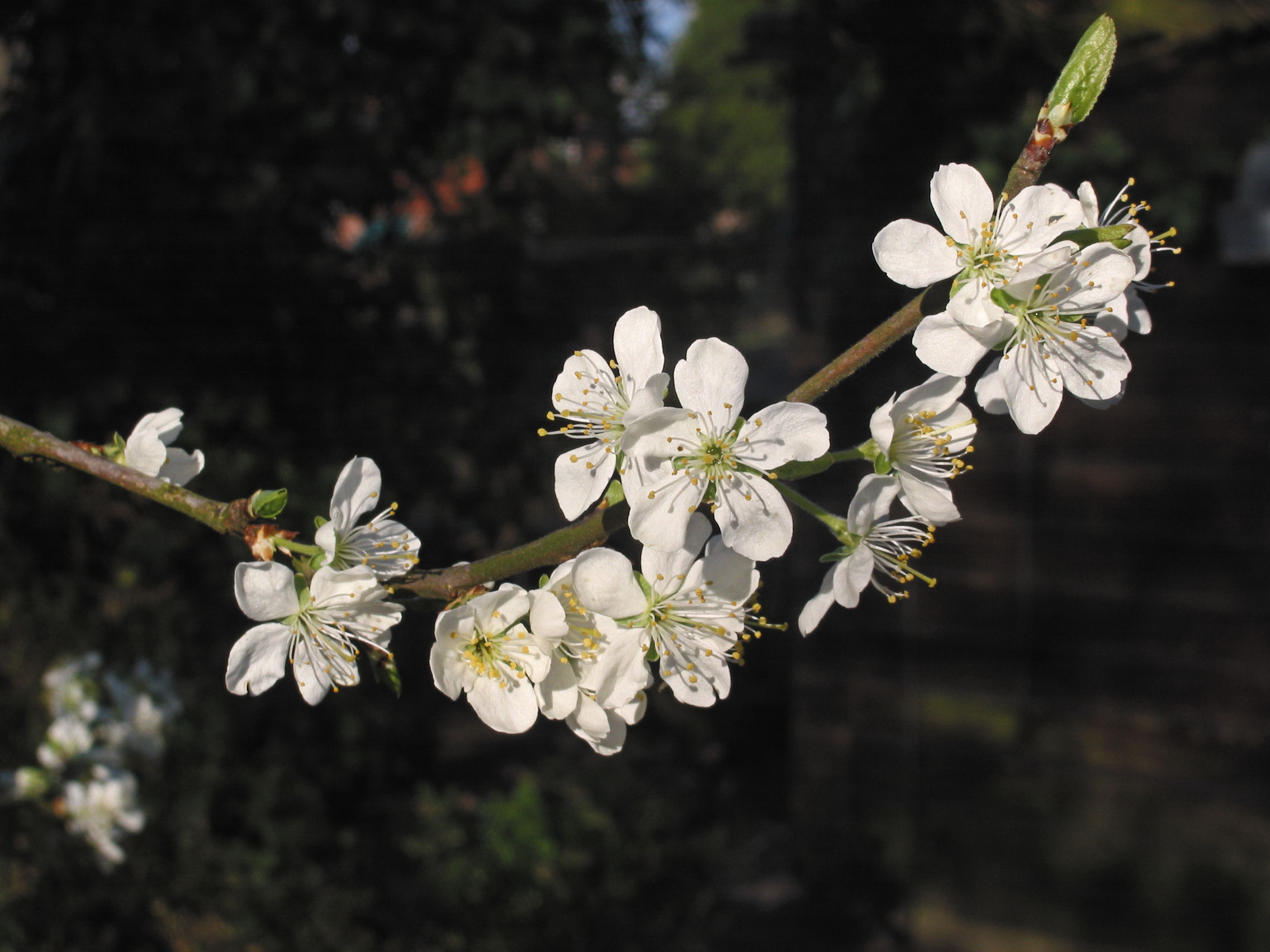
Flors de prunera (Prunus domestica), una de les espècies on s'ha trobat heptanal a les seves flors.

Hom ha trobat emissions de heptanal en flors de molt diverses plantes d'un bon grapat d'ordres (arecals, asparagals, brassicals, lamials, rosals, sapindals, etc.). També el fan servir moltes espècies animals en la composició de les seves feromones i al·lomones.

## Propietats
L'heptanal és un líquid transparent, oliós, amb una penetrant té olor de fruita. Té un punt de fusió de –43,3 °C, un d'ebullició de 152,8 °C. A 25 °C té una densitat de 0,8216 g/cm³ i a 20 °C un índex de refracció d'1,4113. És miscible en etanol i dietilèter i lleugerament soluble dins d'aigua (1,25 g/L a 30 °C).

## Preparació
La primera preparació d'heptanal és del 1888 i és deguda al químic rus N. Ley.

## Usos
L'heptanal s'empra com aromatitzant en la indústria dels perfums i a la dels aliments, i com a precursor d'altres composts químics.